# Simulium philippii
Simulium philippii är en tvåvingeart som beskrevs av Coscaron 1976. Simulium philippii ingår i släktet Simulium och familjen knott. Inga underarter finns listade i Catalogue of Life.